# Jakob Melchior Rieter-Biedermann

Der Musikverleger Jakob Melchior Rieter-Biedermann um 1840

Jakob Melchior Rieter-Biedermann (* 23. Mai 1811 in Winterthur; † 26. Januar 1876 ebenda) war ein Schweizer Musiker und Musikverleger.

## Leben

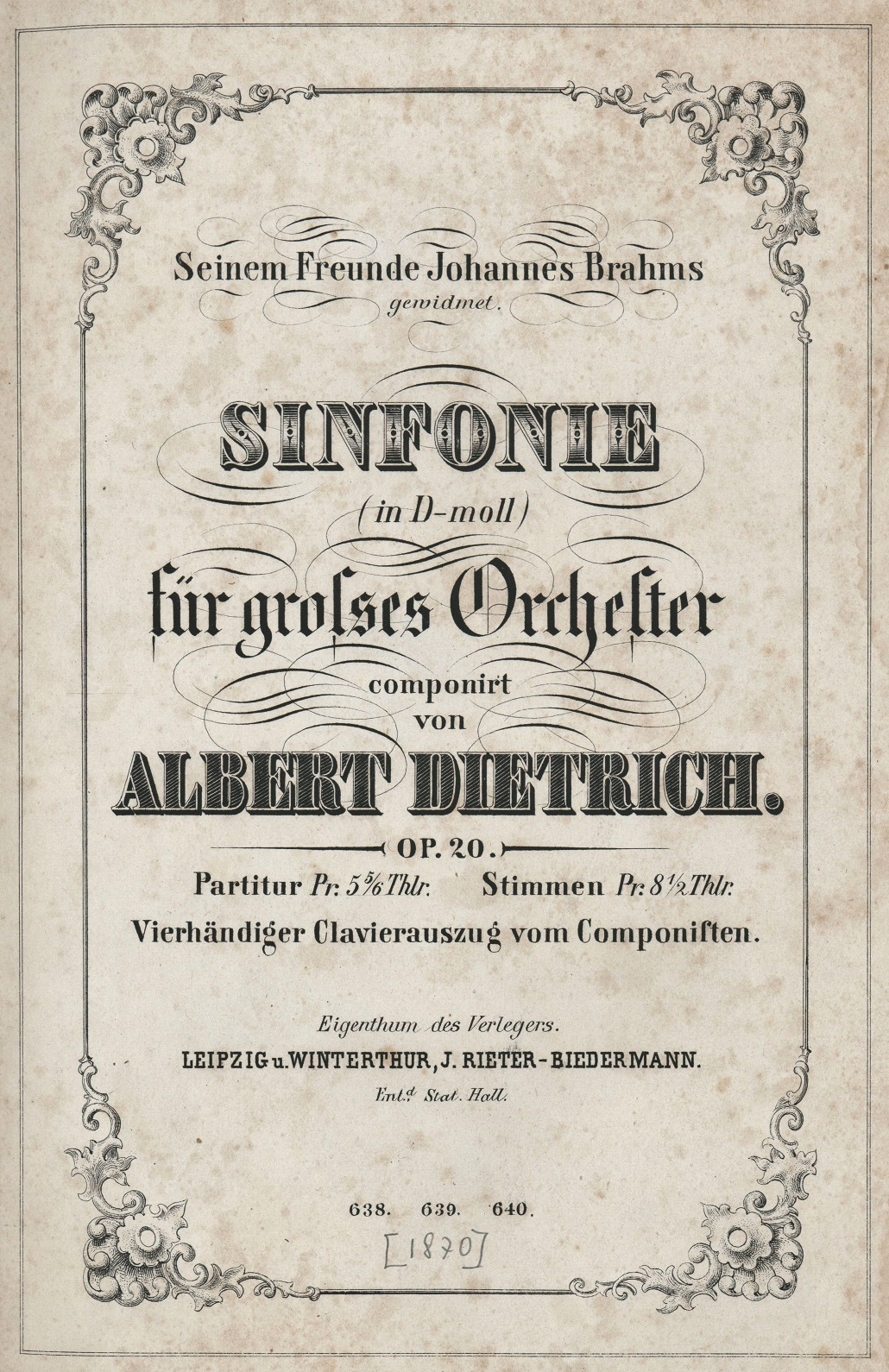
Titelblatt aus dem Verlag Rieter-Biedermann

Jakob Melchior Rieter wurde am 23. Mai 1811 im Winterthurer Elternhaus «zur Glocke» als erster Sohn des Industriellen Heinrich Rieter geboren. Zunächst durchlief er die Ausbildung zum Ingenieur und Kaufmann. Am 3. Mai 1835 heiratete er Louise Biedermann (1812–1902) und zeichnete fortan nach lokaler Sitte mit dem Doppelnamen Rieter-Biedermann. Im selben Jahr wurde er Mitglied des Winterthurer Musikkollegiums und Pauker in dessen Orchester. Auch beherrschte er das Spiel der Viola und der Violine.
1840 wurde Rieter-Biedermann das Amt des Bibliothekars des Musikkollegiums übertragen. Im Herbst 1848 trat er von diesem Amt zurück, um den Verlag J. Rieter-Biedermann zu gründen. 1857 erschien sein erstes Verzeichnis der Verlagspublikationen. Im sangesfreudigen 19. Jahrhundert florierte die Firma besonders dank der Konzentration auf Vokalmusik und deren Instrumentalbegleitung. Mit seiner Gemahlin führte er in Winterthur ein gastfreundliches Haus, das oft Musiker wie Johannes Brahms und Musikerinnen wie Clara Schumann beherbergte. 
1862 wurde eine Leipziger Zweigstelle eröffnet, die ab 1871 von Rieters Schwiegersohn Edmund-Robert Astor, und ab 1904 von dessen Sohn Edmund Robert Astor jun. geleitet wurde. Nach Rieter-Biedermanns Tod 1876 blieb die Firma zunächst im Familienbesitz, doch wurde der Hauptsitz nach Leipzig verlegt. 1917 wurde der Verlag von Edition Peters aufgekauft und als Subverlag weitergeführt.